# Kosmologia fizyczna
Kosmologia fizyczna (kosmologia relatywistyczna, kosmologia przyrodnicza, fizyka Wszechświata) – dziedzina nauk fizycznych, zajmująca się badaniem i opisywaniem Wszechświata w wielkich skalach, jego powstania, ewolucji do stanu obecnego oraz przyszłości.

## Historia
Za początki kosmologii fizycznej uważane są postulaty Alberta Einsteina z 1917, dotyczące statyczności Wszechświata, zrewidowane odkryciem w 1929 powiązań odległości do galaktyk z przesunięciem ku czerwieni ich światła (prawo Hubble’a). Późniejsze połączenie niestatycznych modeli Wszechświata Friedmana-Lemaître’a z geometrią Robertsona-Walkera zaowocowało powstaniem modelu kosmologicznego FLRW.
W 1933 roku Fritz Zwicky (na podstawie obserwacji gromady Coma) oraz Sinclair Smith (obserwując gromadę w Pannie) postulują istnienie ciemnej materii.
W 1948 Hoyle, Gold oraz Bondi opracowują teorię stanu stacjonarnego. W 1965 Penzias i Wilson odkrywają, a Peebles i Dicke poprawnie interpretują mikrofalowe promieniowanie tła. Odkrycie tego promieniowania wraz z obserwacjami szybko rozwijającej się radioastronomii dezaktualizują teorię stanu stacjonarnego.
W latach 70. XX wieku powstała kosmologia obserwacyjna. W 1971 ukazała się jedna z pierwszych książek, zawierających nazwę nauki w tytule: Physical Cosmology Jima Peeblesa . W 1981 Alan Guth formułuje hipotezę inflacji kosmologicznej (z poprawkami Lindego i Steinhardta).
18 listopada 1989 NASA wynosi w przestrzeń kosmiczną jednego z pierwszych satelitów dedykowanych badaniom kosmologicznym – COBE, badającego nieregularności mikrofalowego promieniowania tła. Wyniki jego badań zostają doprecyzowane w 1999 przez eksperyment BOOMERanG. Wystrzelona w 2001 sonda WMAP tworzy mapę rozkładu temperatur mikrofalowego promieniowania tła, skorygowaną przez wystrzelonego w 2009 satelitę Planck.
Uruchomiony w 2006 eksperyment WiggleZ Dark Energy Survey uprawdopodobnia istnienie ciemnej energii, a seria eksperymentów BICEP – fal grawitacyjnych.

## Przedmiot badań
Przedmiotem badań kosmologii fizycznej jest opis Wszechświata w dużych skalach: odległości kosmologiczne są najczęściej mierzone w parsekach, a masy w masach Słońca. Koncepcja ta zakłada, że nic poza Wszechświatem nie istnieje, jest on izolowanym układem fizycznym, którego ewolucja jest uzależniona od wzajemnego oddziaływania jego składników. Spośród czterech znanych podstawowych oddziaływań fizycznych tylko grawitacja działa na dużych odległościach. Dlatego ewolucja Wszechświata w wielkich skalach jest uzależniona jedynie od oddziaływania grawitacyjnego.
Grawitacja została opisana w ogólnej teorii względności równaniem pola grawitacyjnego (równanie Einsteina):
{\displaystyle R_{\mu \nu }-{\frac {1}{2}}g_{\mu \nu }R+\Lambda g_{\mu \nu }=-{\frac {8\pi }{c^{4}}}GT_{\mu \nu }.}
zawierającego stałą kosmologiczną Λ. Od wartości tej stałej (a konkretnie od jej wpływu na gęstość krytyczną) zależy topologia Wszechświata i tym samym (najprawdopodobniej) jego przyszłość.
Obserwacje kosmologiczne są kluczowe do badania podstawowych właściwości czterech obszarów fizyki: ciemnej energii, ciemnej materii, neutrin oraz inflacji.

### Założenia
Badania kosmologii fizycznej są oparte na pewnych założeniach:
- zasada kosmologiczna – Wszechświat w wielkich skalach jest jednorodny i izotropowy. Właściwości (rozkład mas, promieniowanie itp.) Wszechświata nie zależą od położenia obserwatora[2]
- zasada ekstrapolacji[2] – znana nam fizyka opisuje całość Wszechświata, tzn. jest taka sama w każdym z jego regionów
- główną siłą jest grawitacja, a efekty fizyki barionów mogą być pominięte[b]
- grawitacja jest opisana przez ogólną teorię względności (choć w wielu aspektach sprawdza się również mechanika klasyczna Newtona)
- globalną metryką jest metryka FLRW[b]

## Model standardowy
Nie istnieje jedyny, całkowicie słuszny opis ewolucji Wszechświata, żaden z modeli kosmologicznych nie został całkowicie potwierdzony. Tym niemniej na początku XXI w. ogromna ilość danych, zebranych nowymi instrumentami pomiarowymi, pozwoliła opracować standardowy model kosmologiczny (ang. standard cosmological model), opisujący pochodzenie, skład i ewolucję Wszechświata w wielkich skalach. W modelu Lambda-CDM lambda oznacza stałą kosmologiczną Λ, odpowiadającą ciemnej energii, odpowiedzialnej za ekspansję Wszechświata, a CDM jest angielskim akronimem wyrażenia zimna ciemna materia (ang. Cold Dark Matter).

### Ekspansja Wszechświata
Rozszerzanie się Wszechświata oznacza rozszerzanie się czasoprzestrzeni. Każda współporuszająca się część Wszechświata powiększa swoją objętość (powiększając jednocześnie próżnię). Obiekty fizyczne (cząstki elementarne, gwiazdy, galaktyki itp.) nie rozszerzają się. Ekspansja Wszechświata jest potwierdzonym faktem, podobnie jest z jej przyśpieszaniem.

### Geometria
Kształt Wszechświata jest uzależniony od związku pomiędzy gęstością materii Wszechświata a gęstością krytyczną. Obecnie na podstawie obserwacji nie można rozstrzygnąć, czy Wszechświat jest otwarty, zamknięty czy płaski.

### Wiek Wszechświata
Wiek Wszechświata został oszacowany na około 13,7 miliarda lat. Wielkość ta jest uśrednioną wartością, uzyskaną z pomiarów za pomocą czterech niezależnych metod:
| Metoda                                                          | Otrzymana wartość                 |
| --------------------------------------------------------------- | --------------------------------- |
| Analiza stygnięcia i obecności białych karłów w Drodze Mlecznej | > 11–13 mld lat, ale < 15 mld lat |
| Punkt odgięcia gwiazd w gromadach kulistych                     | 13–14 mld lat                     |
| Tempo ekspansji Wszechświata                                    | 13,5–14 mld lat                   |
| Analiza widma mikrofalowego promieniowania tła                  | 13,5–14 mld lat                   |

### Przyszłość
Podobnie jak kształt Wszechświata, jego przyszłość jest uzależniona od związku pomiędzy gęstością materii a gęstością krytyczną. Jeżeli gęstość materii jest mniejsza niż krytyczna, to Wszechświat będzie się rozszerzał bez końca, co odpowiada scenariuszowi Wielkiego Zamarzania (ang. Big Freeze). Rozszerzający się w nieskończoność Wszechświat będzie stopniowo obniżał średnią temperaturę swoich składowych.
Jeżeli gęstość materii jest większa niż krytyczna, to siła grawitacji przeważy nad siłami ekspansji i Wszechświat czeka Wielki Kolaps (ang. Big Crunch). Ekspansja Wszechświata zatrzyma się, ewentualnie wystartuje od nowa. Najnowsze obserwacje wskazują, że rozszerzanie się Wszechświata przyśpiesza dzięki ciemnej energii, co wskazywałoby na scenariusz Wielkiego Zamarzania. Poza tymi modelami jest wiele hipotez dotyczących przyszłości Wszechświata, niemożliwych do zweryfikowania zgodnie z obecną wiedzą.

### Skład
W skład Wszechświata wchodzi kilkanaście różnych substancji i fal:
- promieniowanie – ilość promieniowania jest określona przez temperaturę mikrofalowego promieniowania, wynoszącą 2,7249–2,7252 K
- neutrina – ilość promieniowania jest określona przez neutrinowe promieniowanie tła
- bariony – nukleosynteza wskazuje, że bariony tworzą ok. 5% krytycznej gęstości Wszechświata
- ciemna materia – stanowi ok. 90% materii we Wszechświecie[32]. Gorąca ciemna materia jest bardzo trudna do zaobserwowania[33]. Całkowity udział ciemnej materii w składzie Wszechświata szacowany jest na 22%[34]
- ciemna energia – energia napędzająca ekspansję Wszechświata. Jej udział w składowych Wszechświata jest największy, szacowany na 74%[34]

## Odległości w dużych skalach
Prawdziwy bezpośredni pomiar odległości do ciała niebieskiego jest możliwy tylko dla tych obiektów, które są wystarczająco blisko (do około tysiąca parseków) od Ziemi. Techniki określania odległości do bardziej oddalonych obiektów opierają się na różnych korelacjach pomiędzy metodami poprawnymi dla mniejszych odległości a metodami, które działają dla dalszych. Odległości do obiektów poza naszą Galaktyką określane są serią technik, wykorzystujących właściwości gwiazd, gromad kulistych, mgławic i całych galaktyk lub też mają charakter statystyczno-probabilistyczny.